# Melissotarsus weissi
Melissotarsus weissi är en myrart som beskrevs av Santschi 1910. Melissotarsus weissi ingår i släktet Melissotarsus och familjen myror. Inga underarter finns listade i Catalogue of Life.

## Bildgalleri

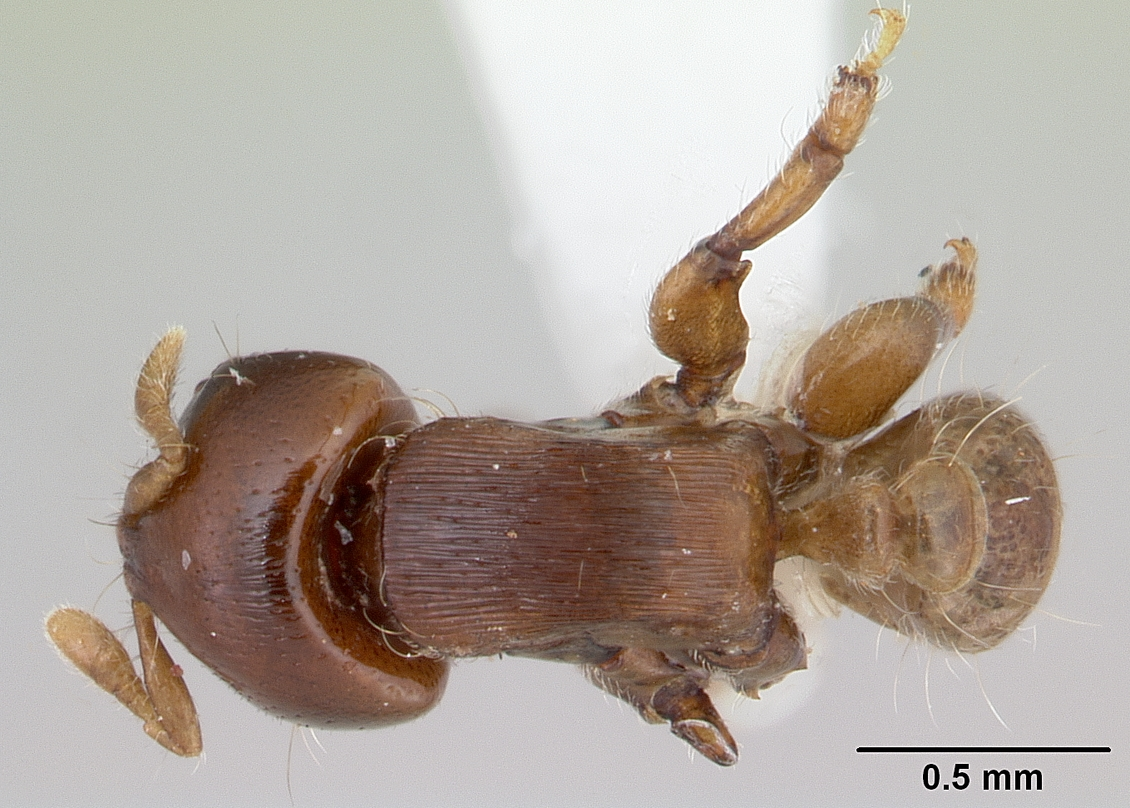
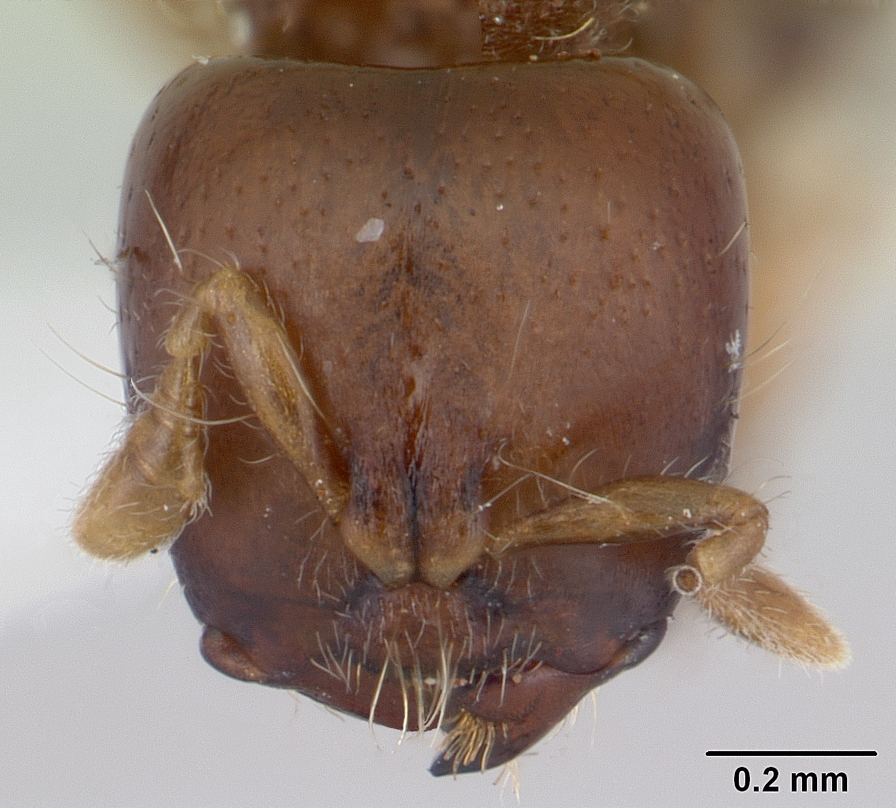
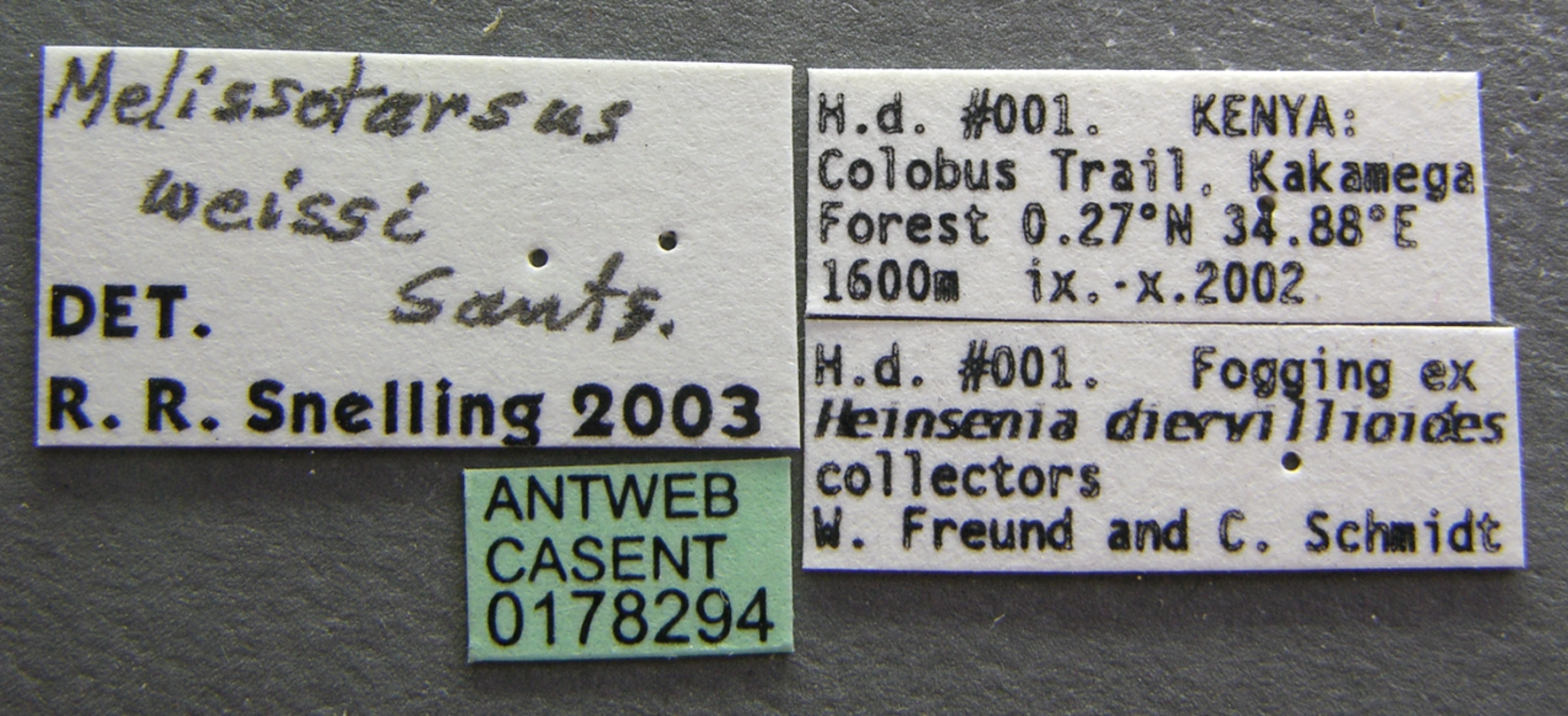
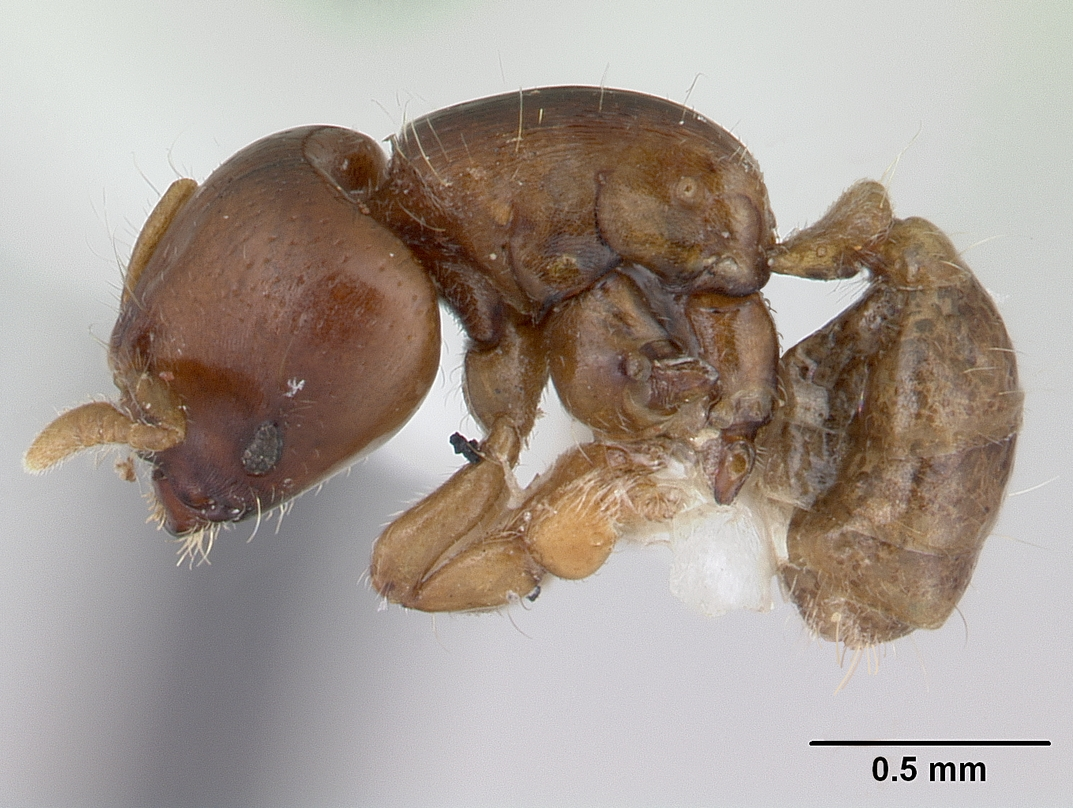
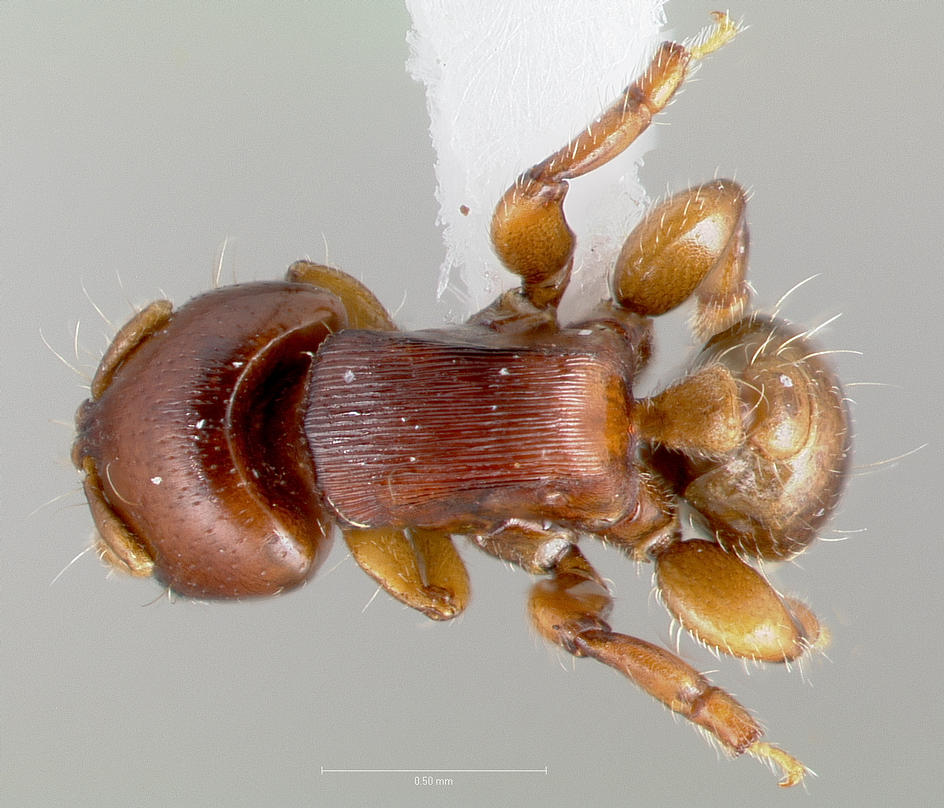
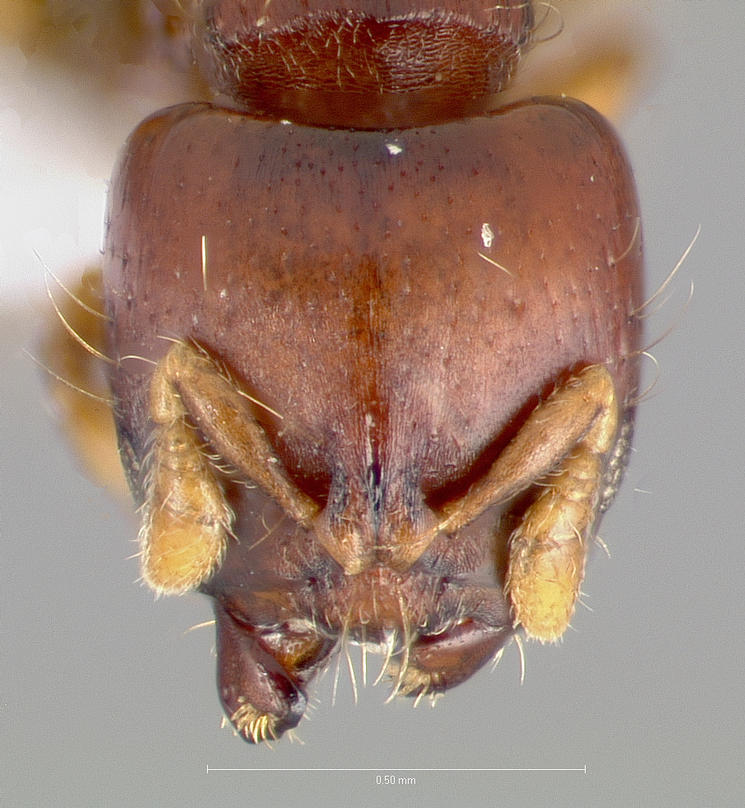